# Islam en Tanzanie

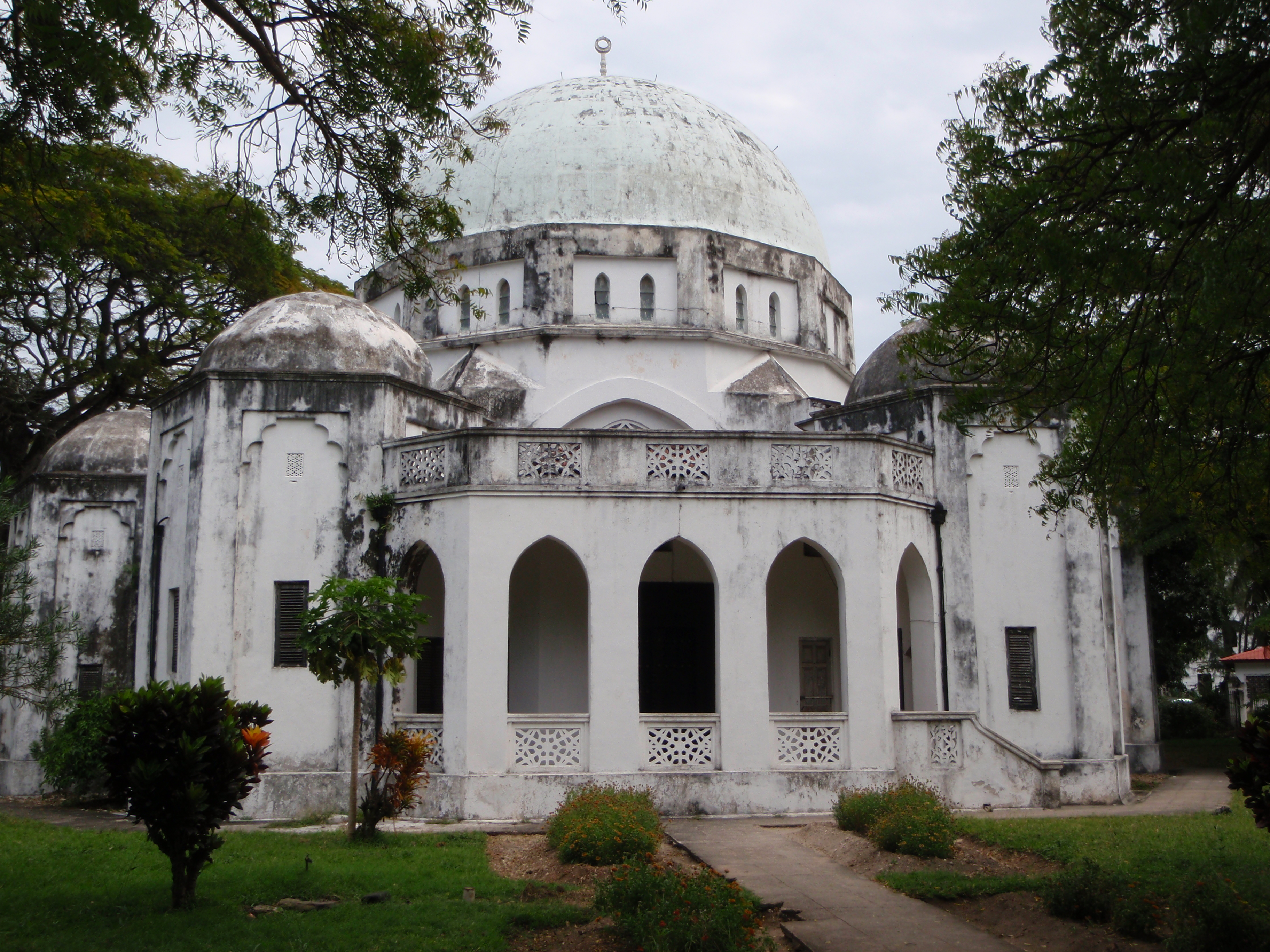
Une mosquée à Zanzibar

L'islam est une religion importante en nombre de fidèles en Tanzanie : environ 35 % des habitants de ce qui constituait le Tanganyika sont musulmans, et l'archipel de Zanzibar compte 99 % de musulmans,. La Tanzanie est entrée dans l'orbite de la civilisation musulmane dès le début du second millénaire, et l'islam sunnite s'y est implanté petit à petit par le commerce.
La république unie de Tanzanie reconnaît les grandes fêtes musulmanes, de même que les grandes fêtes chrétiennes. Du fait des différences de religion, il existe des tensions entre le Tanganyika et Zanzibar, qui ont fusionné en une république unitaire en 1964. En effet, le christianisme prédomine sur le continent, dans l'administration par exemple, alors que dans les îles, presque entièrement musulmanes, des mouvements indépendantistes liés à l'islam radical sont à l'œuvre.

## Histoire

### Début de l'islam

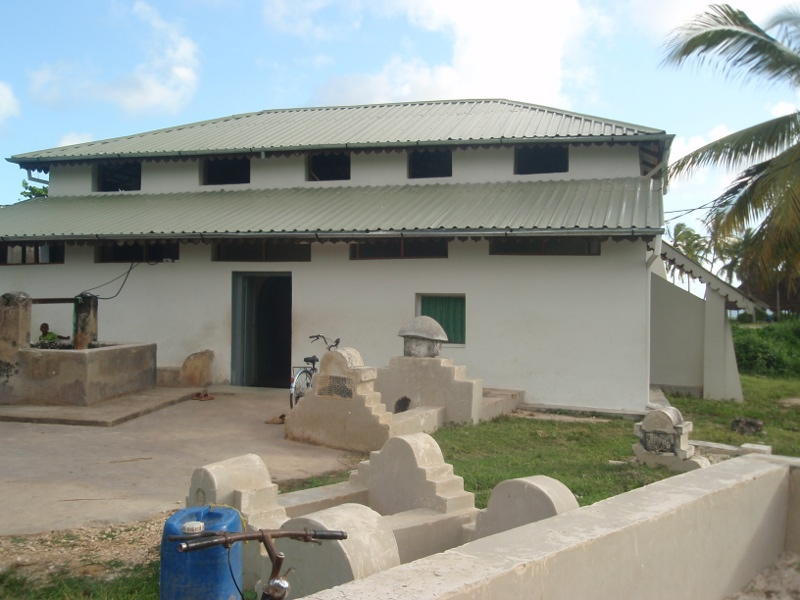
La mosquée actuelle de Kizimkazi

L'histoire de l'islam en Tanzanie commence entre l'an 960 et l'an 1000 avec Ali ibn al-Hassan Shirazi. Il est l'un des sept fils d'un shah du Chiraz, en Perse. À la mort de son père, il fut écarté de l'héritage, sa mère étant une esclave d'Abyssinie. Il voyagea au-delà du détroit d'Ormuz avec des compagnons et fit route vers la côte de l'Est de l'Afrique pour y établir le commerce. Il acheta l'île de Kilwa à un roi Bantou. L'île devint par la suite la capitale du sultanat de Kilwa. À son apogée au XIVe siècle, le sultanat de Kilwa contrôlait les villes continentales de Malindi et de Mombasa, ainsi que les îles États de Pemba, Unguja, Mafia, les Comores et Inhambane, ce qui correspond à la côte swahilie. Le bâtiment le plus ancien encore debout aujourd'hui est la mosquée Kizimkaki, dans le Sud d'Unguja. Elle fut construite en 1107 par les descendants des colons perses.
Quand ibn Battûta explora le littoral est-africain en 1332, il témoigna de la forte implantation de l'islam. La population des côtes était largement musulmane, et l'arabe était le langage du commerce et des livres. L'islam était très implanté dans tout l'océan indien. Les musulmans contrôlaient le commerce et avaient établi des colonies dans l'Asie du Sud-Est, l'Inde et l'Afrique de l'Est.

### De la domination portugaise à la domination omanaise
Contrairement à l'Afrique du Nord qui fut islamisée par la conquête militaire, la côte de l'Afrique de l'Est fut islamisée par les activités commerciales. De ce fait, l'islam est longtemps resté cantonné au littoral. Les Portugais vainquirent facilement les cités États au début du XVIe siècle, mais leur politique de colonisation fonctionna mal, tant ils étaient détestés par la population. En 1729, ils furent évincés de la côte avec l'aide du sultanat d'Oman. Les Omanais augmentèrent leur influence politique jusqu'à la fin du XIXe siècle, époque où les Européens arrivèrent sur la côte de l'Afrique de l'Est.
À l'époque de la domination politique d'Oman, l'islam s'étendit à l'intérieur des terres. Les contacts se renforcèrent entre marchands musulmans et certains peuples comme les Nyamwézi, ou les Ujiji au lac Tanganyika. À ce moment-là, le trafic de l'ivoire et des esclaves augmentait. De nombreux chefs locaux embrassèrent l'islam et coopéraient avec les musulmans de la côte. Le commerce diffusa aussi la langage et la culture swahilies. Sous la pression européenne, le sultanat d'Oman déplaça sa capitale de Mascate à l'île d'Unguja. La production agricole se développa sur l'île, avec aussi une traite des Noirs du continent, qui étaient acheminés par milliers vers l'île chaque année. Par ailleurs, avant que l'Allemagne s'établisse en Afrique de l'Est dans les années 1880, la langue et la culture swahili augmentèrent dans le Tanganyika.

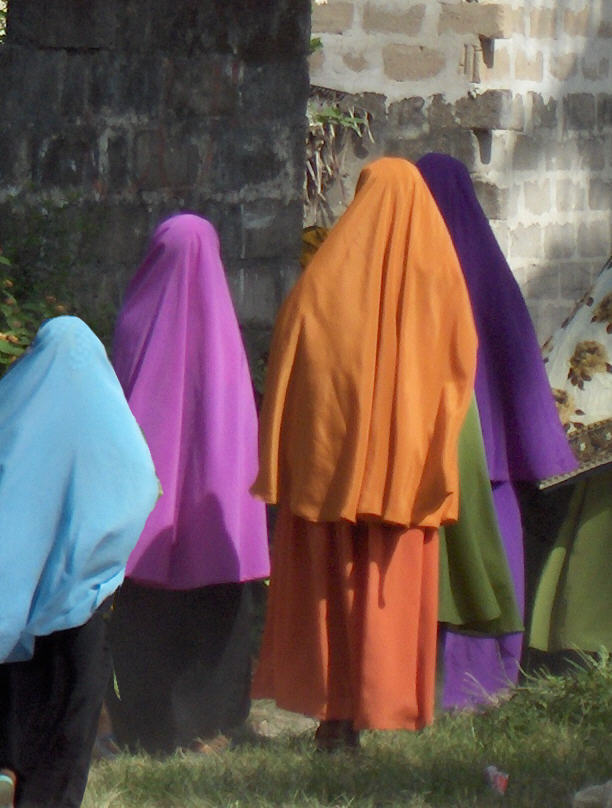
Femmes voilées à Zanzibar